# Lanne-en-Barétous
Lanne-en-Barétous è un comune francese di 497 abitanti situato nel dipartimento dei Pirenei Atlantici nella regione della Nuova Aquitania.

## Geografia fisica
Il territorio comunale è attraversato dal fiume Joos, da suoi affluenti e da affluenti del fiume Vert.

### Comuni limitrofi
- Barcus ed Aramits a nord
- Arette ad est
- Haux e Montory ad ovest
- Sainte-Engrâce a sud.

## Società

### Evoluzione demografica
Abitanti censiti